# Уолбут
Уолбу́т (якут. Уолбут) — село в Олёкминском районе Республики Саха (Якутия) России. Входит в состав Жарханского национального наслега.
В селе Уолбут есть: Школа имени Павла Петровича Габышева, Детский сад Чаринка, Дом культуры Эйгэ, и Медпункт.

## География
Село находится в юго-западной части Якутии, к югу от реки Чара, на расстоянии примерно 52 км (по прямой) к юго-западу от города Олёкминск, административного центра района.
Климат
Климат характеризуется как резко континентальный. Средняя температура воздуха самого тёплого месяца (июля) составляет 18 °C; самого холодного (января) — −30 − −35 °C. Среднегодовое количество атмосферных осадков составляет 200—300 мм.
Часовой пояс
Село Уолбут находится в часовой зоне МСК+6. Смещение применяемого времени относительно UTC составляет +9:00.

## Население
| 2002 | 2010 | 2021 |
| ---- | ---- | ---- |
| 313  | ↘299 | ↘268 |

Половой состав
По данным Всероссийской переписи населения 2010 года в гендерной структуре населения мужчины составляли 50,2 %, женщины — соответственно 49,8 %.
Национальный состав
Согласно результатам переписи 2002 года, в национальной структуре населения якуты составляли 80 % из 313 чел.

## Улицы
| - ул. Берёзовая, - ул. Весенняя, - ул. Дорожная, - пер. Дружбы, - ул. Озёрная, | - пер. Озёрный, - пер. Победы, - ул. Победы, - ул. Сосновая, - пер. Школьный. |